# Катин, Станислав Владимирович
Станислав Владимирович Катин (1936—2021) — советский и российский учёный, специалист в области ближней радиолокации и разработки командных радиоальтиметров, лауреат Государственной премии СССР.

## Биография
Родился 26 февраля 1936 года в г. Горький.
Окончил радиотехнический факультет Горьковского политехнического института (1959), работал в Специальном конструкторском бюро № З26 при заводе им. М. В. Фрунзе.
С 1962 года заместитель главного конструктора разработки импульсного радиодатчика для стратегических ЯБП по заданию КБ-11, затем главный конструктор разработки радиодатчика для НИИ-1011, с улучшенными техническими характеристиками. В 1965 году под его руководством создан радиодатчик «Колибри-М» -
Работал в НИИ измерительных систем им. Ю. Е. Седакова (НИИИС) со дня его основания (1966), заместитель главного конструктора по комплексу систем неконтактного подрыва. С 2003 по 2010 год заместитель директора по научной работе — главный конструктор, с 2015 по 2018 год — научный руководитель НИИИС. С 2018 г. — советник при дирекции — главный научный сотрудник филиала РФЯЦ-ВНИИЭФ «НИИИС им. Ю. Е. Седакова».
Руководил разработкой импульсных радиодатчиков. По его руководством и при его участии разработано, изготовлено и передано в серийное производство более 20 специальных изделий.
Автор 17 изобретений и более 100 научных трудов. Кандидат (1970), доктор (1990) технических наук, профессор (1998).
Лауреат Государственной премии СССР. Заслуженный конструктор РФ (22.07.2002), Почётный радист Российской Федерации, награждён орденами Трудового Красного Знамени, «Знак Почёта», Почёта (11.10.1995).
Бронзовый призёр чемпионата РСФСР по теннису, с 1989 г. кандидат в мастера спорта по парусному спорту.
Умер 19 января 2021 года.